# De Rooie Draad
De Rooie Draad is een televisieserie van de Evangelische Omroep.
In de serie worden Bijbelverhalen uitgebeeld in een Nederlandse omgeving waar een eigentijds karakter aan is toegevoegd. De serie heeft in de jaren negentig een aantal jaren gelopen - de laatste aflevering was in 1999 - en maakte in 2005 een comeback met een Engelstalige editie.

## Serie
- deel 1: Abraham
- deel 2: Isaak en Jacob
- deel 3: Jozef (en Noach)
- deel 4: Mozes
- deel 5: Volk Israël in de woestijn
- deel 6: Gideon en Ruth
- deel 7: Samuel en Saul
- deel 8: Saul en David

## Cast
- Abraham
- Engel - Bill Angel
- Karsten - Karsten Mosterd
- Abraham - Wietse Siebenga
- Lot - Job van Gorkum
- Eliëzer - Rutger Bergboer
- Sara - Hanny van Klingeren
- Hagar - Hedwig Brouwer-Lörx
- Knecht van Lot - Job van Gorkum
- Ismaël -  ?
- Boaz - Job van Gorkum
- Jonge Isaak - ?
- Isaak - Rutger Bergboer
- Oude Abraham - Reinier Heidemann
- Oude Eliëzer - Wietse Siebenga
- Rebekka - Hedwig Brouwer-Lörx
- Moeder Rebekka - Hanny van Klingeren
- Laban - Job van Gorkum
- Zusje van Rebekka - ?
- Isaak en Jakob
- Engel - Bill Angel
- Isaak - Reinier Heidemann
- Rebekka - Hanny van Klingeren
- Jakob - Job van Gorkum
- Esau - Rutger Bergboer
- Laban - ?
- Rachel - Hedwig Brouwer-Lörx
- Lea - ?
- Kaleb - Rutger Bergboer
- Bella - Janine Pormes
- Boris -
- Jafet - Jan Draaijer
- Jozef
- Engel - Bill Angel
- Karsten - Karsten Mosterd
- Jozef - ?
- Jakob - Reinier Heidemann
- Ruben -  Jan Draaijer
- Simon - Edward Koldewijn
- Levi - Wilfred Klaver
- Juda - Rutger Bergboer
- Aser - ?
- Zebulon - Koos Hogeweg
- Dan - Christian Brouwer
- Gad - Standish de Vries
- Naftali - Job van Gorkum
- Benjamin -
- Lea - Maria Boonzaaijer
- Bella - Hanny van Klingeren
- Dina - Hedwig Brouwer-Lörx
- Potifar - ?
- Vrouw Potifar- Petra van Hartskamp
- Omar - Edward Koldewijn
- Mena - Job van Gorkum
- Kokin - Hanny van Klingeren
- Zoon van de tuinman - Karsten Mosterd
- Gevangenis directeur - Jan Draaijer
- Gevangenis bewaker - Koos Hogeweg
- Schenker - Job van Gorkum
- Bakker - Rutger Bergboer
- Koning van Egypte - Reinier Heidemann
- Vrouw Jozef - Hedwig Brouwer-Lörx
- Noach
- Engel - Bill Angel
- Noach - Wietse Siebenga
- Vrouw van Noach - Hanny van Klingeren
- Sem - Job van Gorkum
- Vrouw van Sem - Hedwig Brouwer-Lörx
- Cham - Rutger Bergboer
- Jafet - Karsten Mosterd
- Mozes
- Mozes - Laurens Umans
- Aaron - ?
- Mirjam- Hedwig Brouwer-Lörx
- Jochebed - Janine Pormes
- Jochebed oud - Hanny van Klingeren
- Hando - Job van Gorkum
- Koning Ramsos - Ton van der Velden
- Vrouw Ramsos - Petra van Hartskamp
- Prins Ramses - Karsten Mosterd
- Prinses Batia - Barbara Lourens
- Vroedvrouw -  Hanny van Klingeren
- Vroedvrouw - Hedwig Brouwer-Lörx
- Minister Korta - Job van Gorkum
- Koning Ramses - ?
- Sippora - Janine Pormes
- Jetro - Reinier Heidemann
- Gersom - Valerio Zeno